# Tamer Hassan

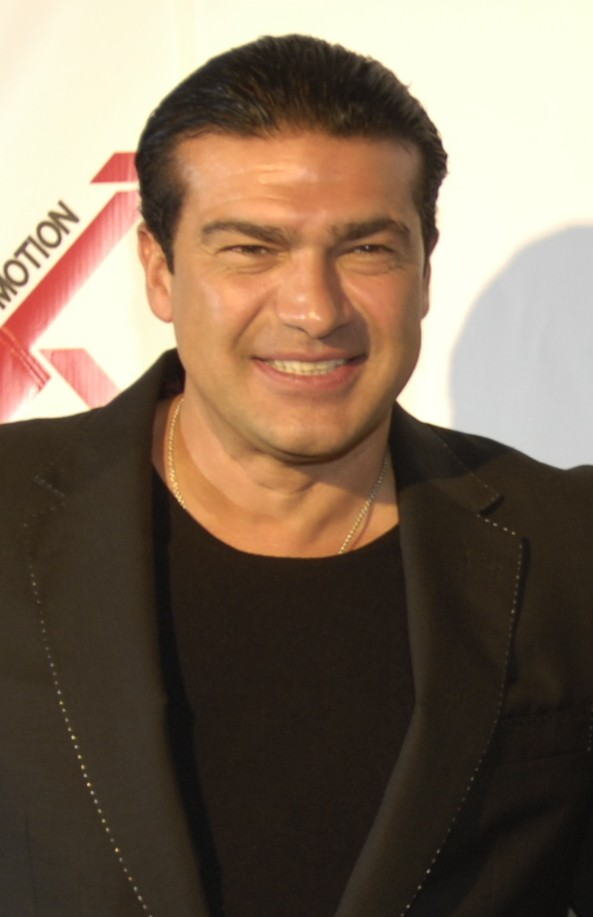
Tamer Hassan (2011)

Tamer Hassan (* 18. März 1968 in London) ist ein britischer Schauspieler.

## Leben
Hassan, der aus einer türkisch-zyprischen Familie stammt, erlitt durch den Boxsport eine Verletzung, betreibt Nachtclubs und Restaurants und ist Besitzer, Präsident, Trainer und Spieler in dem Fußballverein Greenwich Borough Football Club und im Boxclub Eltham Boxing Gym. Erst später wurde er Schauspieler.
Seine erste Filmrolle hatte er in dem Film Calcium Kid aus dem Jahr 2004, zuvor hatte er jedoch schon ein paar Fernsehauftritte. Bei dem Regisseur Nick Love spielte er in den Filmen The Football Factory (2004) und The Business (2005) mit.
Hassan nahm an dem jährlichen Wohltätigkeitsfußballturnier Premier League All Stars für West Ham United teil, obwohl er ein Fan des alten Konkurrenten dieses Vereins ist, des FC Millwall.
Als ein großes Vorbild nennt er den türkischen Schauspieler Kemal Sunal. Hassan ist verheiratet und Vater von 2 Kindern.

## Filmografie (Auswahl)
- 2001: Casualty (Fernsehserie, Episodenrolle)
- 2002: Judge John Deed (Fernsehserie, Episodenrolle)
- 2003: The Bill (Fernsehserie, Episodenrolle)
- 2004: Murder City (Fernsehserie, Episodenrolle)
- 2004: Calcium Kid (The Calcium Kid)
- 2004: Spivs
- 2004: The Football Factory
- 2004: Layer Cake
- 2005: Unleashed – Entfesselt (Danny the Dog)
- 2005: Batman Begins
- 2005: 7 Sekunden (7 Seconds)
- 2005: The Business
- 2005: The Comic Strip Presents… (Fernsehserie, Episodenrolle)
- 2006: Sucker Punch
- 2007: Tödliche Versprechen – Eastern Promises (Eastern Promises)
- 2007: The Ferryman – Jeder muss zahlen (The Ferryman)
- 2008: Cass – Legend of a Hooligan (Cass)
- 2009: City Rats
- 2009: Dead Man Running
- 2009: Wrong Turn 3: Left For Dead
- 2010: Kampf der Titanen (Clash of the Titans)
- 2010: Footsoldier 2 (Bonded by Blood)
- 2010: The Last Seven
- 2010: Kick-Ass
- 2010–2012, 2015: Navy CIS (NCIS, Fernsehserie, 4 Episoden)
- 2011: Red Faction: Origins
- 2011: Freerunner
- 2011: The Double
- 2014: 24: Live Another Day (Miniserie, 2 Episoden)
- 2014: Robot Overlords – Herrschaft der Maschinen (Robot Overlords)
- 2016: Game of Thrones (Fernsehserie, Episode 6x04)
- 2017: Holodomor – Bittere Ernte (Bitter Harvest)
- 2017: Snatch (Fernsehserie)